# 哈斯蒙王朝和希律王朝统治者列表
本页是犹太哈斯蒙王朝及希律王朝统治者列表，这两个王国始于马加比起义，终于被罗马吞并。

## 哈斯摩尼王朝(前167－前37年)

### 哈斯摩尼起义领袖(前167－前153年)
- 犹大·马加比 前167－前160年
- 约拿单·亚腓斯 前160－前153年

### 哈斯摩尼大祭司和国王(前153－前37年)
- 约拿单·亚腓斯 前153－前142年
- 西蒙·马加比乌斯 前142－前134年
- 约翰·海卡努斯 前134－前104年
- 阿里斯托布魯斯一世 前104－前103年
- 亚历山大·詹纳乌斯 前103－前76年
- 莎乐美·亚历山德拉 前76－前67年
- 海卡努斯二世
  - 大祭司 前76－前66 及 前63－前40年
  - 人民的总督 前63－前57年
  - 犹太藩王 前47－前40年
- 阿里斯托布魯斯二世 前66－前63年
- 安提柯二世 前40－前37年

## 希律王朝(前47－公元100年)
- 以土买的安提帕 (犹太总督) 前47－前44年
- 大希律王
  - 加利利总督 前47－前44年
  - 加利利分封王 前44－前40年
  - 前40年，被罗马元老院推选为全犹太之王，前37－前4年在位。
- 法赛勒 (耶路撒冷总督) 前47－前40年
- 非罗都斯 (比利亚总督) 前20-前5年
- 希律·亚基老 (犹太藩王) 前4－公元6年
- 希律·安提帕 (加利利分封王) 前4－公元39年
- 腓力 (巴塔尼埃分封王) 前4－公元34年
- 撒罗米一世 (Jabneh统治者) 前4－公元10年
- 利维娅 (Jabneh统治者) 10-29年
- 亚基帕一世
  - 巴塔尼埃王 37－41年
  - 加利利王 40－41年
  - 全犹太之王，41－44年，克劳狄将犹太省赠予他，他死后恢复为省。
- 哈尔基斯的希律 ??－48年
- 亚基帕二世
  - 哈尔基斯分封王 50－52年
  - 巴塔尼埃分封王 52－100年
- 哈尔基斯的亚里多布
  - 小亚美尼亚王 55-72年
  - 哈尔基斯分封王 57-92年